# إمرسون أورلاندو دي ميلو
إمرسون أورلاندو دي ميلو (2 مارس 1973 في كاكسياس دو سول في البرازيل – )؛ هو لاعب كرة قدم سابق كان يلعب كمدافع.

## وصلات خارجية
- إمرسون أورلاندو دي ميلو على موقع رابطة كرة القدم اليابانية للمحترفين (اليابانية)
- إمرسون أورلاندو دي ميلو على موقع قاعدة بيانات كرة القدم.إي يو (الإنجليزية)
- إمرسون أورلاندو دي ميلو على موقع عالم كرة القدم.نت (الإنجليزية)